# HC Ledeč nad Sázavou
HC Ledeč nad Sázavou (celým názvem: Hockey Club Ledeč nad Sázavou) je český klub ledního hokeje, který sídlí v Ledči nad Sázavou v Kraji Vysočina. Založen byl v roce 1933 pod názvem LTC Ledeč nad Sázavou. Od roku 2018 do roku 2020 se klub zaměřoval výhradně na mládežnický hokej, mužský tým na dva roky zanikl. V roce 2020 obnovil klub mužský tým a přihlásil se do Krajské ligy Vysočiny.  Klubové barvy jsou oranžová a černá.
Své domácí zápasy odehrává v ATOS aréně s kapacitou 200 diváků.

## Historické názvy
Zdroj:
- 1933 – LTC Ledeč nad Sázavou (Lawn Tennis Club Ledeč nad Sázavou)
- 1942 – zánik
- 1952 – obnovena činnost pod názvem TJ Kovofiniš Ledeč nad Sázavou (Tělovýchovná jednota Kovofiniš Ledeč nad Sázavou)
- 199? – HC Ledeč nad Sázavou (Hockey Club Ledeč nad Sázavou)

## Přehled ligové účasti
Stručný přehled
Zdroj:
- 2010–2013: Krajská soutěž Vysočiny (5. ligová úroveň v České republice)
- 2013–2018: Pardubická krajská liga (4. ligová úroveň v České republice)
- 2020 : Krajská liga Vysočiny (4. ligová úroveň v České republice)

Jednotlivé ročníky
Zdroj:
Legenda: ZČ - základní část, červené podbarvení - sestup, zelené podbarvení - postup, fialové podbarvení - reorganizace, změna skupiny či soutěže
| Česko (2010 – ) |                               |                               |                               |                                          |                                       |
| Sezóny          | Soutěž                        | Úroveň                        | ZČ                            | Play-off, nadstavba, sk. o udržení...    | Poznámky                              |
| 2010/11         | Krajská soutěž Vysočiny       | 5. úroveň                     | 5. místo                      |                                          |                                       |
| 2011/12         | Krajská soutěž Vysočiny       | 5. úroveň                     | 3. místo                      |                                          |                                       |
| 2012/13         | Krajská soutěž Vysočiny       | 5. úroveň                     | 5. místo                      |                                          | Přechod do jiného kraje               |
| 2013/14         | Pardubická krajská liga       | 4. úroveň                     | 13. místo                     | Skupina o umístění (13. místo)           |                                       |
| 2014/15         | Pardubická krajská liga       | 4. úroveň                     | 10. místo                     | O pohár Vladimíra Martince (Čtvrtfinále) |                                       |
| 2015/16         | Pardubická krajská liga       | 4. úroveň                     | 10. místo                     | O pohár Vladimíra Martince (4. místo)    |                                       |
| 2016/17         | Pardubická krajská liga       | 4. úroveň                     | 11. místo                     | O postup do play-off "B" (3. místo)      |                                       |
| 2017/18         | Pardubická krajská liga       | 4. úroveň                     | 11. místo                     |                                          | Odhlášení ze soutěže; zánik A-mužstva |
| 2018/20         | Klub bez seniorského mužstva. | Klub bez seniorského mužstva. | Klub bez seniorského mužstva. | Klub bez seniorského mužstva.            | Klub bez seniorského mužstva.         |
| 2020/21         | Krajská liga Vysočiny         | 4. úroveň                     | –. místo                      |                                          | Zrušeno                               |
| 2021/22         | Krajská liga Vysočiny         | 4. úroveň                     | 9. místo                      |                                          |                                       |
| 2022/23         | Krajská liga Vysočiny         | 4. úroveň                     | 10. místo                     | Předkolo                                 |                                       |
| 2023/24         | Krajská liga Vysočiny         | 4. úroveň                     | 10. místo                     |                                          |                                       |